# Армагеддон животных
«Армагеддон животных» (англ. Animal Armageddon) — американский научно-популярный сериал из 8 эпизодов, вышедший в 2009 году, рассказывающий о жизни древних животных и об их массовых вымираниях.

## Эпизоды

### Эпизод 1: «Лучи смерти»
Рассказ о том, что стало причиной ордовикского вымирания 450 млн лет назад, второго по величине из пяти крупнейших вымираний в истории Земли

### Эпизод 2: «Ад на Земле»
Рассказ о том, что стало причиной девонского вымирания 370 млн лет назад, одного из пяти крупнейших вымираний в истории Земли

### Эпизод 3: «Судный день»
Мел-палеогеновое вымирание. Рассказ о том, что было в тот роковой апокалиптический день 65 млн лет назад, когда на Землю упал астероид, приведший к вымиранию динозавров

### Эпизод 4: «Паника в небе»
Мел-палеогеновое вымирание. Каким был последний год существования динозавров на Земле

### Эпизод 5: «Великое вымирание»
Рассказ о том, что стало причиной пермского вымирания, более известного как Великое вымирание, произошедшего 250 млн лет назад и ставшего самым сильным из известных вымираний на Земле

### Эпизод 6: «Задушенные»
Рассказ о том, что стало причиной триасового вымирания 200 млн лет назад

### Эпизод 7: «Огонь и лёд»
Рассказ о том, что стало причиной четвертичного вымирания в позднем плейстоцене около 75 тыс. лет назад, в результате которого вымерли гигантские млекопитающие и почти вымер ранний человек

### Эпизод 8: «Следующее вымирание»
Гипотетическое рассуждение про то, могут ли люди пережить следующее вымирание и что это может быть за событие